# Grupos Antiterroristas de Libertação
Os Grupos Antiterroristas de Libertação (Grupos Antiterroristas de Liberación em espanhol) ou GAL foram agrupações armadas que praticaram o denominado terrorismo de Estado ou "guerra suja" contra o grupo terrorista ETA e o seu contorno, durante a década de 1980 na Espanha. Tiveram apoio de altos funcionários públicos do Ministério do Interior da Espanha, durante o governo do Partido Socialista Operário Espanhol.
Embora dissessem combater ETA, em várias ocasiões atacaram simples militantes da esquerda independentista basca e contra ecologistas. Também realizaram ações indiscriminadas devido às quais faleceram cidadãos franceses sem adscrição política conhecida.